# حیات نو
حیات نو از جمله روزنامه‌های اصلاح‌طلب ایران به مدیر مسئولی هادی خامنه‌ای بود.
این روزنامه در ۲۲ دی ۱۳۸۱ به دلیل انتشار یک کاریکاتور توقیف گردید. سردبیر روزنامه علیرضا اشراقی مدتی را در بازداشت گذراند و پس از آن محاکمه گردید. همچنین هادی خامنه‌ای نیز در دادگاه ویژه روحانیت محاکمه شد.
محافظه‌کاران تبلیغات وسیعی پیرامون انتشار این کاریکاتور به راه انداختند و مجلس خبرگان رهبری نیز با انتشار بیانیه‌ای انتشار آن را محکوم کرد. در شهر قم نیز تظاهراتی علیه این روزنامه توسط طلاب برگزار گردید.
روزنامه حیات نو در تاریخ ۱۶ آذر ۱۳۸۸ به جرم تشویش اذهان عمومی توسط هیئت نظارت بر مطبوعات توقیف شد و پرونده آن برای رسیدگی و صدور حکم به مراجع قضایی ارسال گردید.